# 青い春 (back numberの曲)
「青い春」（あおいはる）は、back numberの7枚目のシングル。

## 解説
- 6thシングル「わたがし」から約4ヶ月ぶりのリリース。
- シングルとしては初のセルフプロデュース作品。
- デビューシングル「はなびら」から全てのシングルで、ジャケットに女性が写っていたが、今作は写っていない。
- ジャケットは、清水依与吏が撮影した。

## 収録内容
| 全作詞・作曲: 清水依与吏、全編曲: back number。 |                                                  |            |            |      |
| #                                               | タイトル                                         | 作詞       | 作曲・編曲 | 時間 |
| 1.                                              | 「青い春」(フジテレビ系ドラマ『高校入試』主題歌) | 清水依与吏 | 清水依与吏 | 3:57 |
| 2.                                              | 「助演女優症」                                   | 清水依与吏 | 清水依与吏 | 5:06 |
| 3.                                              | 「反省線急行自宅行き」                           | 清水依与吏 | 清水依与吏 | 3:11 |
| 4.                                              | 「青い春」(instrumental)                         | 清水依与吏 | 清水依与吏 | 3:57 |
| 5.                                              | 「助演女優症」(instrumental)                     | 清水依与吏 | 清水依与吏 | 5:06 |
| 6.                                              | 「反省線急行自宅行き」(instrumental)             | 清水依与吏 | 清水依与吏 | 3:11 |
| 合計時間:                                       | 合計時間:                                        | 24:26      |            |      |

## 収録アルバム
1. 青い春
  - 3rdスタジオ・アルバム『blues』
  - 1stベスト・アルバム『アンコール』
2. 助演女優症
  - 3rdスタジオ・アルバム『blues』
  - 1stベスト・アルバム『アンコール』